# Bagaevskaja
Bagaevskaja (in russo Багаевская?) è un villaggio della Russia europea meridionale nell'oblast' di Rostov; è il centro amministrativo del distretto Bagaevskij.
Si trova sulla riva sinistra del Don, 76 km a nord-est di Rostov sul Don.